# Клод Пюель
Клод Пюель (фр. Claude Puel, нар. 2 вересня 1961, Кастр) — колишній французький футболіст, що грав на позиції півзахисника. Відомий, зокрема, виступами за футбольний клуб «Монако». Надалі — футбольний тренер, з жовтня 2019 очолює «Сент-Етьєн».

## Кар'єра гравця
Клод Пюель почав займатися футболом у 9-річному віці в місцевій команді «Кастр». Через 7 років юнак перейшов до «Монако», де грав за молодіжну команду до 1979 року, коли вперше потрапив до основи. З того часу Клод протягом 17 років безперервно виступав лише за монегаскський клуб. З «Монако» він двічі ставав чемпіоном Франції, тричі — володарем кубка країни. Також завоював суперкубок Франції 1985 року та дістався до фіналу Кубка володарів кубків сезону 1991–92
Всього провів у лізі 486 матчів (4 забитих м'ячі), у національному кубку — 65 матчів, у європейських клубних турнірах — 49 матчів. За «Монако» у Лізі 1 більше ігор провів лише голкіпер Жан-Люк Етторі (602).

## Тренерська кар'єра
Після закінчення кар'єри гравця Пюель декілька років працював фітнес-тренером та тренером дублюючого складу «Монако». На посаду головного тренера клубу його було призначено у січні 1999 року. Маючи у складі команди таких непересічних гравців як, наприклад, Людовик Жюлі та Марсело Гальярдо, Клоду Пюелю вдалося завоювати золоті нагороди чемпіонату Франції 1999-00. У липні 2001 року контракт з ним не було продовжено і Пюель покинув клуб після 24 років, які провів у ньому як гравець і тренер.
Через рік у липні 2002-го Клод почав тренувати «Лілль». Період перебування Пюеля на посаді тренера «догів» став одним з найдовших у Франції. Він тренував команду впродовж 6 років до 2008 року.
18 червня 2008 року тренер підписав контракт з «Ліоном». Із семиразовим чемпіоном Франції він підписав 4-річний контракт. У 2010 році під керівництвом Пюеля «Ліон» дістався до півфіналу Ліги чемпіонів. 20 червня 2011 року клуб достроково розірвав контракт з тренером.
23 травня 2012 року Клод Пюель уклав договір з футбольним клубом «Ніцца» строком на три роки. Вже 31 жовтня він на чолі «Ніцци» обіграв на стадії 1/8 Кубка французької ліги свою колишню команду «Ліон» з рахунком 3-1. Загалом працював з командою чотири сезони. За підсумками останнього сезону 2015-16 Ліги 1 вивів команду в Лігу Європи. Йому не вистачило лише однієї перемоги для завоювання путівки до Ліги чемпіонів. Проте 24 травня 2016 року керівництво команди заявило про розставання з Пюелем.
30 червня 2016 року Пюель був призначений головним тренером англійського «Саутгемптона», підписавши контракт на три роки, проте був звільнений вже в кінці сезону 2016-17.
У жовтні 2017-го французький спеціаліст прийняв «Лестер Сіті», з яким підписав контракт до 2020 року. На початку 2019 року клуб звільнив Пюеля через невиразні результати команди.
4 жовтня 2019 року, після невдалих результатів команди в чемпіонаті та Лізі Європи, керівництво «Сент-Етьєна» звільнило Гіслена Прентана з посади головного тренера і відразу знайшло йому заміну в особі Клода Пюеля. Контракт з ним розрахований до літа 2022 року. Однак до кінця контракту Пюель не допрацював і був звільнений з посади 5 грудня 2021-го.

## Титули і досягнення
| «Монако»: - Чемпіонат Франції - Чемпіон (2): 1981–82, 1987–88 - Срібний призер (3): 1983–84, 1990–91, 1991–92 - Бронзовий призер (5): 1984–85, 1988–89, 1989–90, 1992–93, 1995–96 - Кубок Франції - Володар (3): 1979–80, 1984–85, 1990–91 - Фіналіст (2): 1983–84, 1988–89 - Суперкубок Франції - Володар (1): 1985 - Кубок володарів кубків - Фіналіст (1): 1991–92 | «Монако»: - Чемпіонат Франції - Чемпіон (1): 1999–2000 - Суперкубок Франції - Володар (1): 2000 - Кубок французької ліги - Фіналіст (1): 2000–01 «Лілль»: - Чемпіонат Франції - Срібний призер (1): 2004–05 - Бронзовий призер (1): 2005–06 «Ліон»: - Чемпіонат Франції - Срібний призер (1): 2009–10 - Бронзовий призер (2): 2008–09, 2010–11 «Сент-Етьєн»: - Кубок Франції - Фіналіст (1): 2019–20 |